# Carlos Cisternas
Carlos Patricio Cisternas Tobar (San Fernando, Chile, 27 de septiembre de 1985) es un futbolista chileno. Juega como Mediocampista en Colchagua CD de la Tercera División A de Chile.

## Trayectoria
Cisternas debutó en Colo-Colo, formó parte del plantel campeón del Clausura 2006, y subcampeón de la Copa Sudamericana 2006.
Luego de esa campaña, pasó por Magallanes, Ñublense, Universidad de Concepción y Deportes Puerto Montt.
A inicios de 2011 volvió a Magallanes, en donde participa más activamente y permanece por casi siete años, siendo el estandarte y capitán del equipo. Allí fue subcampeón de la Copa Chile 2011, al perder la final ante Universidad Católica.
A mediados de 2017 se transforma en nuevo jugador de Curicó Unido, equipo de la máxima división chilena. Para la temporada 2020 firmó en Deportes Santa Cruz, de la Primera B de Chile.
Para la temporada 2021, es anunciado como refuerzo del Rodelindo Román. Tras dos temporadas, en 2023 firma por General Velásquez.

## Selección nacional
Su única participación en la Selección chilena, fue en un amistoso disputado el año 2007, en el Estadio Germán Becker de Temuco, contra la Selección de Cuba.

### Partidos internacionales
| 1     | 16 de mayo de 2007 | Estadio Germán Becker, Temuco, Chile | Chile      | 2-0 | Cuba  |   |  | Nelson Acosta | Amistoso |
| Total | Total              | Total                                | Presencias | 1   | Goles | 0 |  |               |          |

| Selección chilena | Selección chilena | Selección chilena |
| Año               | Partidos          | Goles             |
| ----------------- | ----------------- | ----------------- |
| 2007              | 1                 | 0                 |
| Total             | 1                 | 0                 |

## Clubes
| Club                      | País  | Año       |
| ------------------------- | ----- | --------- |
| Colo Colo                 | Chile | 2004-2005 |
| Magallanes                | Chile | 2005-2006 |
| Colo Colo                 | Chile | 2006      |
| Ñublense                  | Chile | 2007      |
| Universidad de Concepción | Chile | 2008      |
| Deportes Puerto Montt     | Chile | 2009-2010 |
| Magallanes                | Chile | 2011-2017 |
| Curicó Unido              | Chile | 2017-2019 |
| Deportes Santa Cruz       | Chile | 2020-2021 |
| Rodelindo Román           | Chile | 2021-2022 |
| General Velásquez         | Chile | 2023      |
| Colchagua CD              | Chile | 2024-Act. |

## Palmarés

### Campeonatos nacionales
| Título           | Club      | País  | Año    |
| ---------------- | --------- | ----- | ------ |
| Primera División | Colo-Colo | Chile | 2006-C |